# Robert Grant-Ferris, Baron Harvington
Robert Grant Grant-Ferris, Baron Harvington PC Kt (Geburtsname: Robert Grant Ferris; * 30. Dezember 1907; † 1. Januar 1997) war ein britischer Politiker der Conservative Party, der mit Unterbrechungen 27 Jahre lang Abgeordneter des House of Commons war und 1974 als Life Peer aufgrund des Life Peerages Act 1958 Mitglied des House of Lords wurde. 

## Leben

### Studium, Anwalt, Pilot und Kommunalpolitiker
Robert Grant Ferris, Sohn eines römisch-katholischen praktischen Arztes, wuchs auf dem Familienbesitz Falcon Hill in Cotteridge, Birmingham auf und absolvierte seine schulische Ausbildung in der von Benediktinern der Douai Abbey betriebenen Douai School in Woolhampton. Nach Abschluss der schulischen Ausbildung arbeitete er bei einem Immobilienmakler und begann 1932 ein Studium der Rechtswissenschaften, das er 1937 mit der anwaltlichen Zulassung bei der Anwaltskammer (Inns of Court) von Inner Temple abschloss.
Anfang der 1930er Jahre begann er seine politische Laufbahn für die konservativen Tories in der Kommunalpolitik, als er 1933 zum Mitglied des Stadtrates von Birmingham (Birmingham City Council) gewählt wurde. Zeitgleich trat er 1933 in die Hilfsflugstaffel (Auxiliary Air Force Squadron) von Warwickshire ein und absolvierte dort eine Ausbildung zum Piloten.

### Unterhausabgeordneter
Bei den Unterhauswahlen am 15. November 1935 kandidierte er für die Conservative Party im Wahlkreis Wigan, erlitt aber eine empfindliche Niederlage gegen den Wahlkreisinhaber der Labour Party, John Parkinson: Während Parkinson 27.950 Stimmen (61,3 Prozent) erhielt, kam er selbst lediglich auf 17.646 Wählerstimmen (38,7 Prozent).
Als sein Parteifreund Ian Fraser sein Abgeordnetenmandat nach dessen Ernennung zum Gouverneur der British Broadcasting Corporation (BBC) am 14. Januar 1937 niederlegte, wurde er, der General Francisco Franco im Spanischen Bürgerkrieg unterstützte, bei einer Nachwahl (By-election) im Wahlkreis St Pancras North am 4. Februar 1937 erstmals zum Abgeordneten in das House of Commons gewählt, konnte sich dabei mit 11.744 Stimmen aber nur knapp gegen den Gegenkandidaten der Labour Party durchsetzen, der auf 11.476 Stimmen kam. Den Wahlkreis vertrat er bis zu seiner Niederlage bei den Unterhauswahlen am 5. Juli 1945.

### Zweiter Weltkrieg und Verlust seines Unterhausmandats 1945
Zu Beginn des Zweiten Weltkrieges war er 1939 Hauptmann (Flight Lieutenant) und kommandierte in der Folgezeit Flugeinsätze seiner Staffel in Frankreich, Malta, Ägypten und Indien. 1941 erfolgte seine Beförderung zum Oberstleutnant (Wing Commander).
Mit Wirkung vom 1. August 1942 änderte Robert Grant Ferris seinen Namen in Robert Grant Grant-Ferris.
Zum Ende des Zweiten Weltkrieges zog er sich aus dem aktiven Militärdienst zurück, um sich wieder verstärkt seiner Parlamentstätigkeit zu widmen. Zugleich wurde er 1944 Parlamentarischer Privatsekretär des Ministers für Stadt- und Landplanung (Minister of Town and Country Planning), William Morrison, und übte dieses Amt bis zum Ende der Amtszeit von Premierminister Winston Churchill am 26. Juli 1945.
Beim landesweiten Erfolg der Labour Party bei den Unterhauswahlen vom 5. Juli 1945 erlitt Grant-Ferris eine dramatische Niederlagen in seinem Wahlkreis St Pancras North: Während er 9.108 Stimmen (34,7 Prozent) erhielt und damit 15,9 Prozentpunkte verlor, kam sein Herausforderer von der Labour Party, George House, auf 16.738 Wählerstimmen (63,8 Prozent) und eroberte damit den Wahlkreis.
Grant-Ferris zog sich daraufhin vorübergehend aus der Politik zurück, um sich auf seine Arbeit als Farmer sowie als Direktor des Verlages Burns, Oates and Washburne. Zeitgleich wurde er 1945 stellvertretender Vorstandsvorsitzender der römisch-katholischen Wochenzeitung The Tablet und behielt diese Funktion bis kurz vor seinem Tod.
Obwohl es nach dem Tod von George House am 10. März 1949 zu einer Nachwahl im Wahlkreis St Pancras North, wurde er nicht für eine Kandidatur nominiert. Bei den darauf folgenden Unterhauswahlen am 23. Februar 1950 und 25. Oktober 1951 kandidierte er für die konservativen Tories im Wahlkreis Central Wandsworth, unterlag dabei aber jeweils seinem Gegenkandidaten von der Labour Party, Richard Adams, mit 27.582 Stimmen (48,5 Prozent) zu 25.533 Wählerstimmen (45 Prozent) bei den Wahlen 1950 beziehungsweise mit 28.844 Wählerstimmen (51 Prozent) zu 27.661 Stimmen (49 Prozent) bei den Unterhauswahlen 1951.
Grant-Ferris widmete sich über viele Jahre der Schafzucht auf seinem Anwesen Northwood Farm in Petworth, Sussex, und war drei Mal von 1950 bis 1952, 1959 bis 1960 sowie zuletzt 1973 Präsident der Englischen Gesellschaft für Southdown-Schafe (Southdown Sheep Society of England). Außerdem war er zwischen 1956 und 1958 Präsident der Nationalen Schafzüchter (National Sheep Breeders of Britain) sowie 1963 zunächst Vizepräsident und 1970 Präsident des Smithfield Club.
Der gläubige Katholik war außerdem Geheimer Kammerherr des Schwertes und des Mantels der Päpste Pius XII., Johannes XXIII. und Paul VI. und verbrachte jährlich eine Woche in Anwesenheit des Papstes. Seine starke Ablehnung zum Schwangerschaftsabbruch war maßgeblich durch den engen Bezug zum Heiligen Stuhl und Kirchenstaat geprägt. 1949 wurde er Magistralritter und 1953 Magistral-Großkreuz-Ritter des Malteserordens.

### Wiederwahl in Unterhaus 1955 und stellvertretender Unterhaussprecher
Schließlich wurde Grant-Ferris bei den Unterhauswahlen am 26. Mai 1955 im neugeschaffenen Wahlkreis Nantwich wieder zum Abgeordneten in das House of Commons gewählt und gehörte diesem nunmehr bis zu seinem Verzicht auf eine erneute Kandidatur bei den Unterhauswahlen am 28. Februar 1974 an. Bei seiner ersten Wahl erreichte er mit 20.250 Wählerstimmen eine deutliche absolute Mehrheit von 61,1 Prozent und konnte sich auch bei den darauf folgenden Unterhauswahlen jeweils deutlich – wenngleich nicht mehr mit einer absoluten Mehrheit – behaupten.
Während seiner diesmaligen Unterhauszugehörigkeit wurde er 1962 Mitglied des Gremiums der Vorsitzenden, die die ständigen Ausschüsse des Unterhauses leiten. 
1963 wurde er auch Vorsitzender der Geschäftsführung des in St. John’s Wood ansässigen Hospital of St John and St Elizabeth und bekleidete diese Funktion bis 1970. Er setzte sich daneben nachhaltig für die Wasserstraßen Großbritanniens ein und wurde 1966 zu einem der Vizepräsidenten der Inland Waterways Association gewählt. Daneben war er auch Vorsitzender des überparteilichen Wasserstraßen-Ausschusses.
Kurz nach den Unterhauswahlen vom 18. Juni 1970 wurde Grant-Ferris, der am 1. Januar 1969 zum Knight Bachelor geschlagen wurde und danach den Namenszusatz „Sir“ führte, am 2. Juli 1970 zum stellvertretenden Unterhaussprecher (Deputy Speaker of the House of Commons) sowie als Nachfolger von Sydney Irving zum Vorsitzenden des einflussreichen Ausschusses für Wege und Mittel (Chairman of Ways and Means) berufen. Diese Funktionen bekleidete er bis zu seinem Ausscheiden aus dem Unterhaus im Februar 1974 und seiner damit verbundenen Ablösung durch George Thomas.
Nachdem der bisherige Unterhaussprecher Horace King am 2. März 1971 als Baron Maybray-King, of the City of Southampton in den Adelsstand erhoben wurde und folglich aus dem Unterhaus ausschied, wurde er als möglicher Nachfolger im Amt des Speaker of the House of Commons gesehen. Allerdings bevorzugte die konservative Mehrheitsfraktion den früheren Lordsiegelbewahrer und Leader of the House of Commons, Selwyn Lloyd, in dieser Funktion. Grant-Ferris blieb aber weiterhin stellvertretender Unterhaussprecher.

### Oberhausmitglied
Obwohl Grant-Ferris, der zum 12. Juni 1971 auch Privy Councillor wurde, nicht auf der sogenannten Auflösungsehrungsliste (Dissolution Honours) der scheidenden Regierung von Premierminister Edward Heath nach der Wahlniederlage der Tories bei den Unterhauswahlen vom 28. Februar 1974 stand, gehörte er kurz darauf zu den fünfzehn Personen, die vom neuen Labour-Premierminister Harold Wilson für eine Life Peerage nominiert wurden. Er war zudem der Einzige dieser fünfzehn Personen ohne Mitgliedschaft in der Labour Party.

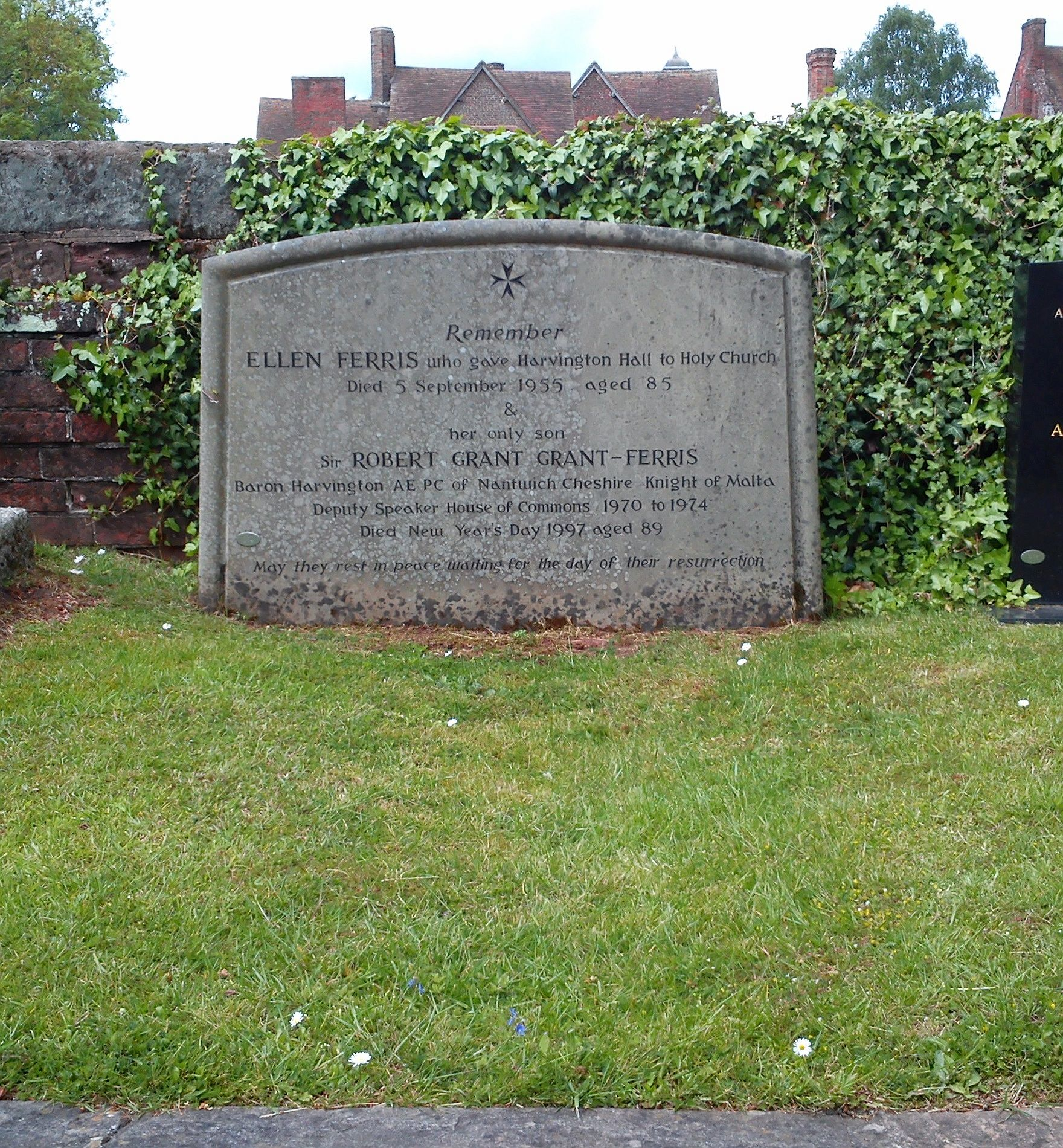
Grab von Robert Grant-Ferris, Baron Harvington

Durch ein Letters Patent vom 24. Juni 1974 wurde Grant-Ferris schließlich als Life Peer mit dem Titel Baron Harvington, of Nantwich in the County of Cheshire, in den Adelsstand erhoben und gehörte damit dem House of Lords bis zu seinem Tod als Mitglied an. Zum Zeitpunkt seines Todes war er rund fünfzig Jahre Mitglied des Parlaments des Vereinigten Königreichs.